# Hans Langseth

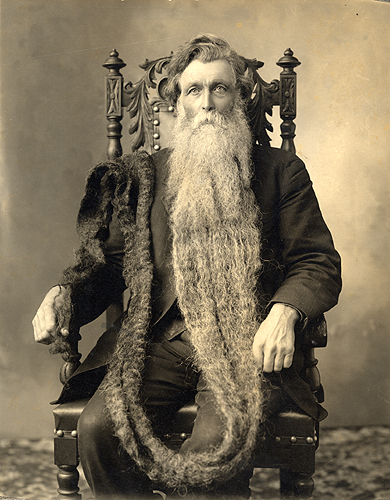
Hans N. Langseth

Hans Langseth (Eidsvoll, 14 juli 1846 - Barney, 10 november 1927) hield het wereldrecord voor de langste baard.
Hans emigreerde van Noorwegen naar de VS in 1867, waar hij in 1870 met baardliefhebster Anna Benson huwde. Hij vestigde zich in Elkton Township, Clay County, Minnesota. Hans reisde rond met een circus in de VS. Hans Langseth stierf op 81-jarige leeftijd in Barney en werd begraven op het kerkhof van Elk Creek, Kensett, Worth County, Iowa. Op het moment van overlijden was zijn baard 5,33 meter lang.